# Список епископов Льежа
Епи́скоп Лье́жа — глава Льежской епархии Римско-католической церкви.
Основание церковной иерархии на территории современного Льежского епископства предания относят к началу IV века, связывая его с именем святого Матерна. Однако первым прелатом, который был посвящён в епископы этой местности, был святой Серватий. После этого достоверные сведения о преемственности местных епископов отсутствуют до начала VI века.
Первоначально местопребывание епископа находилось в Тонгре, а затем сначала во второй половине этого века было перенесено в Маастрихт, а в начале VIII века — в Льеж. Несмотря на это, до конца IX века местные епископы титуловались как «епископы Тонгра».
Многие из епископов Тонгра — Маастрихта — Льежа VI—VIII веков были причислены к лику святых. Начиная с середины IX века епископы Льежа занимали важное положение в государственном аппарате Германского королевства, что отразилось в предоставлении епископу Нотгеру императором Оттоном I Великим в 980 году светской власти над территорией епархии. Таким образом, глава льежской кафедры получил статус князя-епископа, а позднее — место в Совете имперских князей.

## Епископы Тонгра
- около 315 — святой Матерн
- до 384 — святой Серватий

…
- до 503 — святой Агрикола
- до 512 — святой Фалько
- до 558/560 — святой Дометиан

## Епископы Маастрихта
- до 588 — святой Монульф
- 589—607/614 — святой Гондульф
- 614—627 — святой Эбригис
- 627—647 — святой Иоанн I Ангус
- 647—650 — святой Аманд
- 652—662 — святой Ремакл
- 662—668/670 — святой Теодард
- 668/670 — между 698 и 708 — святой Ламберт

## Епископы Льежа
- 705—727 — святой Губерт
- 727—746 — святой Флориберт
- 746—768/769 — Фулкер
- 768/769—784/787 — Агильфрид
- 784/787—809 — Гербальд
- 810—836 — Вальтгауд
- 836—840 — Пирард
- 840—855 — Хартгарий
- 856—903 — Франкон
- 903—920 — Стефан
- 920 — Гильдуин
- 920—945 — Рихер
- 945—947 — Гуго I
- 947—953 — Фараберт
- 953—955 — Ратье
- 955—959 — Балдерик I
- 959—971 — Эракл

## Князья-епископы Льежа
- 972—1008 — Нотгер
- 1008—1018 — Балдерик II де Лоон
- 1018—1021 —  Вольбод
- 1021—1025 — Дюран
- 1025—1037 —  Регинард
- 1037—1042 — Нитард
- 1042—1048 — Вазо
- 1048—1075 — Теодуин (Дитвин) Баварский
- 1076—1091 — Генрих I Верденский
- 1092—1119 (?) — Отберт
- 1119—1121 — Фредерик Намюрский
- 1123—1128 — Альберон I Лувенский
- 1128—1135 — Александр I (претендент с 1119).
- 1136—1145 — Альберон II Намюрский
- 1145—1164 — Генрих II фон Леез
- 1164—1167 — Александр II д'Орей
- 1167—1191 — Рудольф фон Церинген (архиепископ Майнца в 1160)
- 1191—1192 — Альберт I Лувенский
- 1192—1193 — Лотарь фон Гохштаден
- 1193—1195 — Симон Лимбургский
- 1195 — Отто фон Хайнсберг
- 1195—1200 — Альберт II фон Куик
- 1200—1229 — Гуго де Пьерпон
- 1229—1238 — Жан II де Эпс (де Руминьи)
- 1238—1239 — Вильгельм Савойский
- 1240—1246 — Роберт I де Туротт
- 1247—1274 — Генрих III Гелдернский
- 1274—1281 — Жан III д'Энгиен (епископ Турнэ)
- 1282—1291 Жан IV Фландрский

Ги граф Эно — фактический правитель епархии в 1292—1296
- 1296—1301 — Гуго III де Шалон
- 1301—1302 — Адольф I Вальдекский
- 1303—1312 — Тибо де Бар
- 1313—1344 — Адольф II де Ла Марк
- 1345—1364 — Энгельберт де Ла Марк (архиепископ Кёльнский в 1364—1368)
- 1364—1378 — Жан V фон Аркель
- 1378—1379 — Эсташ де Рошфор
- 1379—1389 — Арнольд ван Горн.
- 1389 — Тьерри де Марш
- 1389—1418 — Жан VI Баварский (герцог Нижней Баварии-Штраубинг, граф Эно, Голландии и Зеландии 1417—1425, герцог Люксембурга 1418—1425)

1406—1408 — Дитрих ван Горн (претендент)
- 1418—1419 — Иоганн V Валленроде
- 1419—1455 — Иоганн VIII Хайнсберг
- 1456—1482 — Луи де Бурбон
- 1482—1506 — Жан IX ван Горн
- 1506—1538 — Эрард де ла Марк[1] иначе Эберхард де Марш-Седан[2]  (фр. Érard de La Marck, нидерл. Everhard van der Marck)
- 1538—1544 — Корнелиус ван Бергес (администратор с 1522).
- 1544—1557 — Георг Австрийский
- 1557—1563 — Роберт II ван Бергис
- 1563—1580 — Герард ван Гроозебек
- 1581—1612 — Эрнст Баварский (архиепископ Кёльнский 1583—1612, епископ Фрайзингена 1566—1612, епископ Гильдесгейма 1573—1612, епископ Льежа 1581—1612, епископ Мальмеди 1581—1612, епископ Мюнстера 1584—1612)
- 1612—1650 — Фердинанд Баварский (архиепископ Кёльнский 1612—1650, епископ Берхтесгадена 1594—1650, епископ Гильдесгейма 1612—1650, епископ Льежа 1612—1650, епископ Мальмеди 1612—1650, епископ Мюнстера 1612—1650, епископ Падерборна 1618—1650)
- 1650—1688 — Максимилиан Генрих Баварский (архиепископ Кёльнский, 1650—1688, епископ Берхтесгадена 1650—1688, епископ Гильдесгейма 1650—1688, епископ Льежа 1650—1688, епископ Мальмеди 1657, епископ Мюнстера 1683—1688)
- 1688—1694 — Иоганн Людвиг ван Элдерен.
- 1694—1723 — Иосиф Клеменс Баварский (архиепископ Кёльнский 1688—1723, епископ Гильдесгейма 1702—1723, епископ Регенсбурга 1685—1716, епископ Фрайзингена 1685—1694, епископ Льежа 1694—1723, епископ Берхтесгадена 1688—1723)
- 1724—1743 — Георг Людвиг ван Бергес.
- 1744—1763 — Иоганн Теодор Баварский (епископ Регенсбурга 1719—1763, епископ Фрайзингена 1727—1763)
- 1764—1771 — Карл де Ультремон
- 1772—1784 — Франсуа Карл де Вельбрюк
- 1784—1792 — Цезарь-Константин-Франсуа ван Ховенсброт
- 1792—1793 — Франсуа-Антуан-Мари де Мэн

## Епископы Льежа после Наполеоновских войн
После того как в 1795 году Льежское княжество было аннексировано, епископ Льежа перестал быть правителем.
- 1829 - 1852 Корнелий Ричард Антон ван Боммель
- 1852 - 1879 Теодор Йозеф Монпелье  Theodor Joseph Montpellier
- 1879-1901 Виктор Иосиф Детрулу[3]

…
- Алоис Жустен (9.05.2001 — 31.05.2013)
- Жан-Пьер Дельвиль (назначен 31.05.2013)